# المعهد الأمريكي للمهندسين الكيميائيين
المعهد الأمريكي للمهندسين الكيميائيين (بالإنجليزية:American Institute of Chemical Engineers) هو منظمة مهنية للمهندسين الكيميائيين  تأسس في عام 1908 لتمييز المهندسين الكيميائيين كمهنة مستقلة عن المهندسين الميكانيكيين.
اعتبارا من عام 2013، كان المعهد يحوي على 45,000 عضوا، ومن بينهم أعضاء من أكثر من 100 دولة في جميع أنحاء العالم. وقد تم إنشاء فصول دراسية في مختلف الجامعات في جميع أنحاء العالم أيضا طوال تاريخها تميل فصول الطلاب إلى التركيز على توفير فرص التواصل في كل من الأوساط الأكاديمية والصناعة، بالإضافة إلى زيادة مشاركة الطالب محليا ووطنيا.